# Geissanthus pyramidatus
Geissanthus pyramidatus är en viveväxtart som först beskrevs av Carl Christian Mez, och fick sitt nu gällande namn av Agostini. Geissanthus pyramidatus ingår i släktet Geissanthus och familjen viveväxter. Inga underarter finns listade i Catalogue of Life.